# Prenome (Roma Antiga)
O prenome (em latim: praenomen), segundo a convenção romana de nomes, correspondia com o nome próprio atual, sendo o único nome em que os pais tinham escolha. Por regra geral, somente a família imediata chamava uma pessoa pelo seu prenome.
Tratava-se de um nome pessoal dado a um varão recém-nascido, após purificá-lo (lustrare), e era sempre coincidente com o de algum dos seus antepassados. Durante a maior parte da história romana, as mulheres não tinham prenome: as meninas recebiam o seu nome, sempre coincidente com o da sua família (gente). Assim, as meninas da família Júlia chamavam-se todas Júlia, e Cornélia as da gens Cornélia, até mesmo com posterioridade ao seu casamento. Apenas podia ser-lhes acrescentado um cognome que correspondia a um numeral para distinguir a sua posição no nascimento: Prima, Secunda, Tércia, …, Menor.

## Etimologia
Praenomen deriva do prefixo prae- ("antes de") e nomen ("nome").

## Frequência e representação
Os romanos utilizavam um conjunto de nomes relativamente reduzido: os prenomes comuns eram menos de 40. Os 17 mais comuns representavam cerca de 98% de todos os nomes de varão romano. Os três mais populares — Lúcio, Caio e Marco — constituíam 59% do total.
Muitos dos prenomes de varão eram abreviados a um ou dois caracteres na escrita ou inscrições; as abreviaturas mais comuns incluíam: Ápio (Ap.), Aulo (A.), Flávio (Fl.), Caio (C.), Cneu (Cn.), Décimo (D.) Lúcio (L.), Mânio (M'.), Marco (M.), Públio (P.), Quinto (Q.) Sérvio (Ser.), Sexto (Sex.), Espúrio (Sp.), Tito (T.), Tibério (Ti.).
Por um tempo, no século III, Aurélio tornou-se num dos mais populares prenomes, depois que o imperador Marco Aurélio Antonino ("Caracala") concedeu, no Édito de Caracala, a cidadania romana universal a todos os homens livres em todo o Império Romano, adotando o nome do seu imperador em gratidão.
Os nomes Primo, Secundo, Tércio, Quarto, Quinto, Sexto, Sétimo, Otávio, Nônio, Décimo, eram inicialmente dados segundo a ordem de nascimento, embora abundassem os exemplos em que tal ordem não foi seguida.